# Les Démons de la mer
Pour les articles homonymes, voir Sea Devils.
Pour plus de détails, voir Fiche technique et Distribution.
Les Démons de la mer (Sea Devils) est un film américain en noir et blanc réalisé par Benjamin Stoloff et sorti en 1937.

## Synopsis
William 'Medals' Malone et Michael 'Mike' O'Shay sont deux garde-côtes dont la rivalité est encore exacerbée par le fait que le second convoite la fille du premier, Doris. Or Malone a décidé qu'elle épouserait Steve Webb. Leur antagonisme va virer au drame, lorsque, au cours d'une mission et alors qu'ils en viennent aux mains, le navire entre en collision avec un iceberg. Steve Webb est grièvement blessé.

## Fiche technique
- Titre français : Les Démons de la mer
- Titre original : Sea Devils
- Réalisation : Benjamin Stoloff
- Scénario : John Twist, Frank Wead, P.J. Wolfson
- Chef opérateur : Joseph H. August, J. Roy Hunt
- Musique : Max Steiner, Nathaniel Shilkret, Roy Webb (directeur musical)
- Production : Edward Small pour RKO Radio Pictures
- Direction artistique : Van Nest Polglase
- Costumes : Edward Stevenson
- Montage : Arthur Roberts
- Genre : Aventures
- Durée : 88 min
- Dates de sortie :
  - États-Unis : 19 février 1937
  - France : 23 avril 1937

## Distribution
- Victor McLaglen : William 'Medals' Malone
- Preston Foster : Michael 'Mike' O'Shay
- Ida Lupino : Doris Malone
- Donald Woods :Steve Webb
- Helen Flint : Sadie Bennett
- Gordon Jones : Puggy
- Pierre Watkin : le commandant du Taroe
- Murray Alper : Brown
- Billy Gilbert : Billy
- Charles Prince
- Alan Curtis : non crédité
- Fern Emmett : Miss McGonigle
- Dwight Frye : opérateur-radio du navire Paradise
- Paul Guilfoyle : Charlie
- Jonathan Hale : le président de la Cour martiale
- George Irving : le docteur
- Charles Lane : le juge
- Wilfred Lucas
- Frank Moran : Frank
- Inez Palange : Mme Palange
- Forbes Murray